# Langenhahn

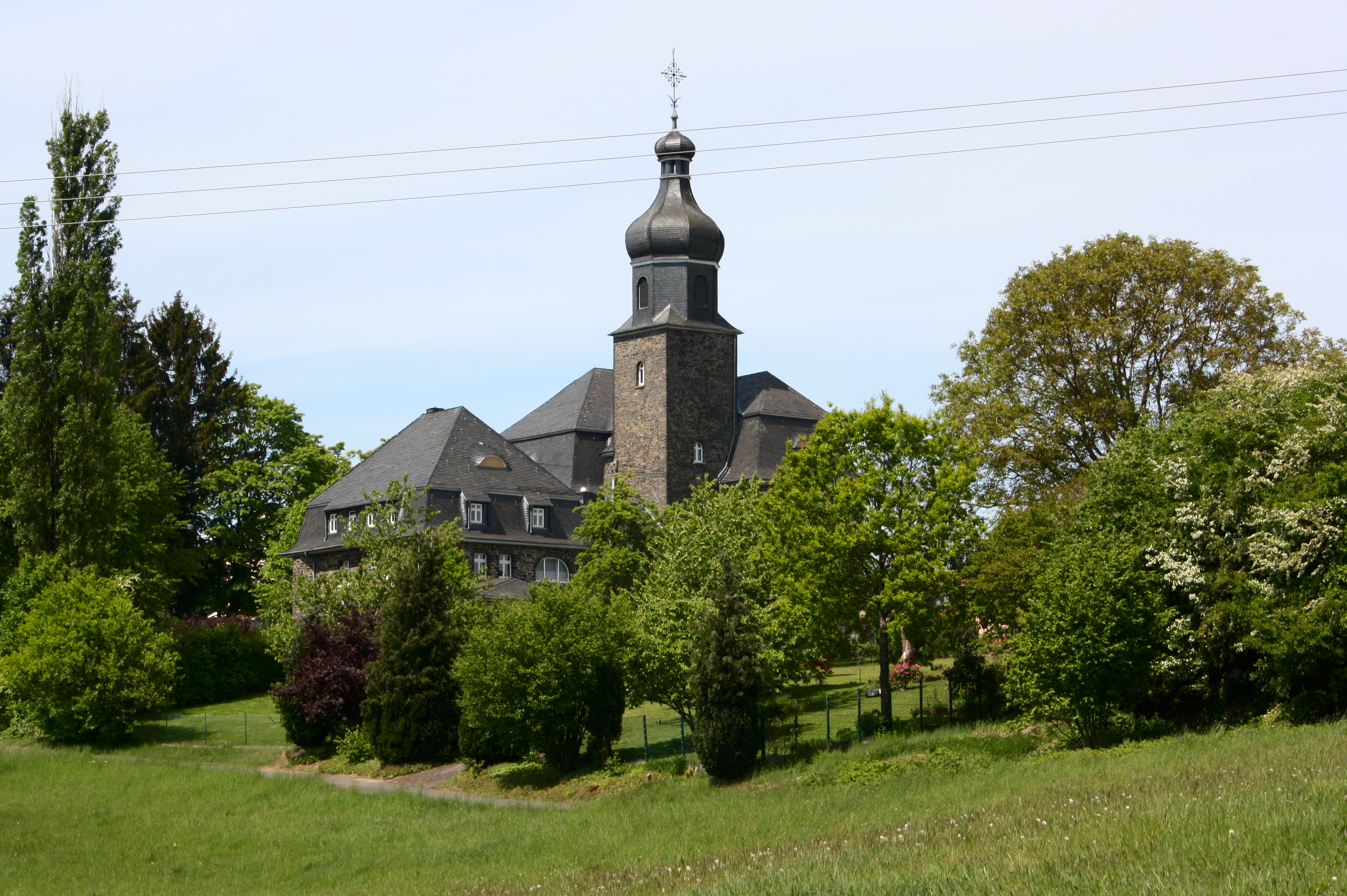
Herz-Jesu-Kirche (Langenhahn)

Langenhahn ist eine Ortsgemeinde im Westerwaldkreis im Nordosten von Rheinland-Pfalz. Sie gehört der Verbandsgemeinde Westerburg an.

## Geographie
Langenhahn liegt im Oberwesterwald. Durch das Gemeindegebiet fließt der Elbbach, der im Nachbarort Ailertchen entspringt und bei Limburg an der Lahn in die Lahn mündet. Das Gemeindegebiet liegt auf einer Höhe von 400 bis 505 m ü. NHN.
Die Gemeinde Langenhahn besteht aus den vier Ortsteilen Langenhahn, Hinterkirchen, Hintermühlen und Hölzenhausen.

## Geschichte
Erstmals urkundlich erwähnt wurde Langenhahn im Jahre 1334 als Landenhain. 1386 folgt Hölzenhausen als Holtershusen, 1417 Hinterkirchen als Hinterkirche und 1525 Hintermühlen als Hinder Braschidt die Moel. Der Ortsname Langenhahn wird auf den Personennamen Lando zurückgeführt.
Langenhahn und Hintermühlen gehörten spätestens ab der zweiten Hälfte des 15. Jahrhunderts zum Kirchspiel und Gericht Rotenhain. Hölzenhausen war erst von 1816 an Teil des Kirchspiels. Zum 31. Dezember 2015 wurde das Kirchspiel Rotenhain aufgelöst und fusionierte mit anderen Pfarreien des Oberwesterwaldes zur neuen Pfarrei Liebfrauen Westerburg.
Die in der Nähe des Dorfs gelegene Kapelle St. Sebastian gehörte 1525 zum Kirchspiel Willmenrod, dessen Rechte in den folgenden Jahrzehnten jedoch zu Gunsten Rotenhain schwanden. Das Kirchenschiff scheint im Kern aus der Romanik zu stammen und wurde im 17. Jahrhundert nach Westen verlängert. 1922 wurde im Ort die Kirche Cordis Jesu erbaut. 1925 wurde Langenhahn mit Hintermühlen, Hinterkirchen und Hölzenhausen zu einer eigenen Kirchengemeinde.
Hölzenhausen wurde 1386 erstmals urkundlich erwähnt. Für 1721 ist erstmals ein Bürger- oder Bauernmeister genannt, der zugleich Wald- und Flurschütz war. Der Ort gehörte zum Kirchspiel und Gericht Höhn. Von 1643 an versuchte Graf Johann Ludwig von Nassau-Hadamar den Ort durch Bauernlegen in einen Viehhof umzuwandeln und kaufte dazu Ländereien und Rechte aus verschiedenen Quellen auf. 1696 verkaufte Franz Bernhard von Nassau-Hadamar den Hof an mehrere Erwerber aus der Region. Für 1525 sind zwei Hausgesesse überliefert, für 1603 16 Einwohner. 1738 wurden sechs Feuerstellen gezählt und 1809 65 Einwohner.
Die heutige Gemeinde Langenhahn wurde am 7. Juni 1969 aus den aufgelösten Gemeinden Hinterkirchen, Hölzenhausen und Langenhahn neu gebildet. Bereits am 1. April 1969 wurde die Gemeinde Hintermühlen nach Langenhahn eingemeindet.
In Langenhahn wurden im Jahr 1545 acht Türkensteuerpflichtige registriert, 1578 acht Feuerstellen, 1711 sieben Familien, 1809 127 Einwohner und 1851 150 Einwohner. Hintermühlen bestand 1711 aus fünf Familien, 1809 aus 74 und 1851 aus 119 Einwohnern.
Südöstlich des Orts, rechts vom Hülsbach, lag der 1447 erstmals erwähnte Ort Kötenhilse, der bereits 1525 wüst war.

## Politik

### Gemeinderat
Der Gemeinderat in Langenhahn besteht aus 16 Ratsmitgliedern, die bei der Kommunalwahl am 9. Juni 2024 in einer Mehrheitswahl gewählt wurden, und dem ehrenamtlichen Ortsbürgermeister als Vorsitzendem.

### Bürgermeister
Frank Weingarten wurde 2019 Ortsbürgermeister von Langenhahn. Bei der Direktwahl am 9. Juni 2024 wurde er mit einem Stimmenanteil von 82,1 % für weitere fünf Jahre gewählt.

### Wappen
| Wappen von Langenhahn |
| Wappenbegründung: Die beiden schräggekreuzten Pfeile, die an den Märtyrertod des Heiligen Sebastian erinnern, symbolisieren die Kapelle St. Sebastian. Das sechsspeichige Mühlrad steht für das Mühlengewerbe, das für die Wirtschaftsgeschichte der Gemarkung von herausragender Bedeutung gewesen ist. Die vier Rauten symbolisieren die vier Ortsteile und verweisen auf den grundherrlichen Aspekt. Die rote Tinktur erinnert an die Diezischen, die blaue Farbe an die Nassauischen Landesfarbe. |

## Verkehr

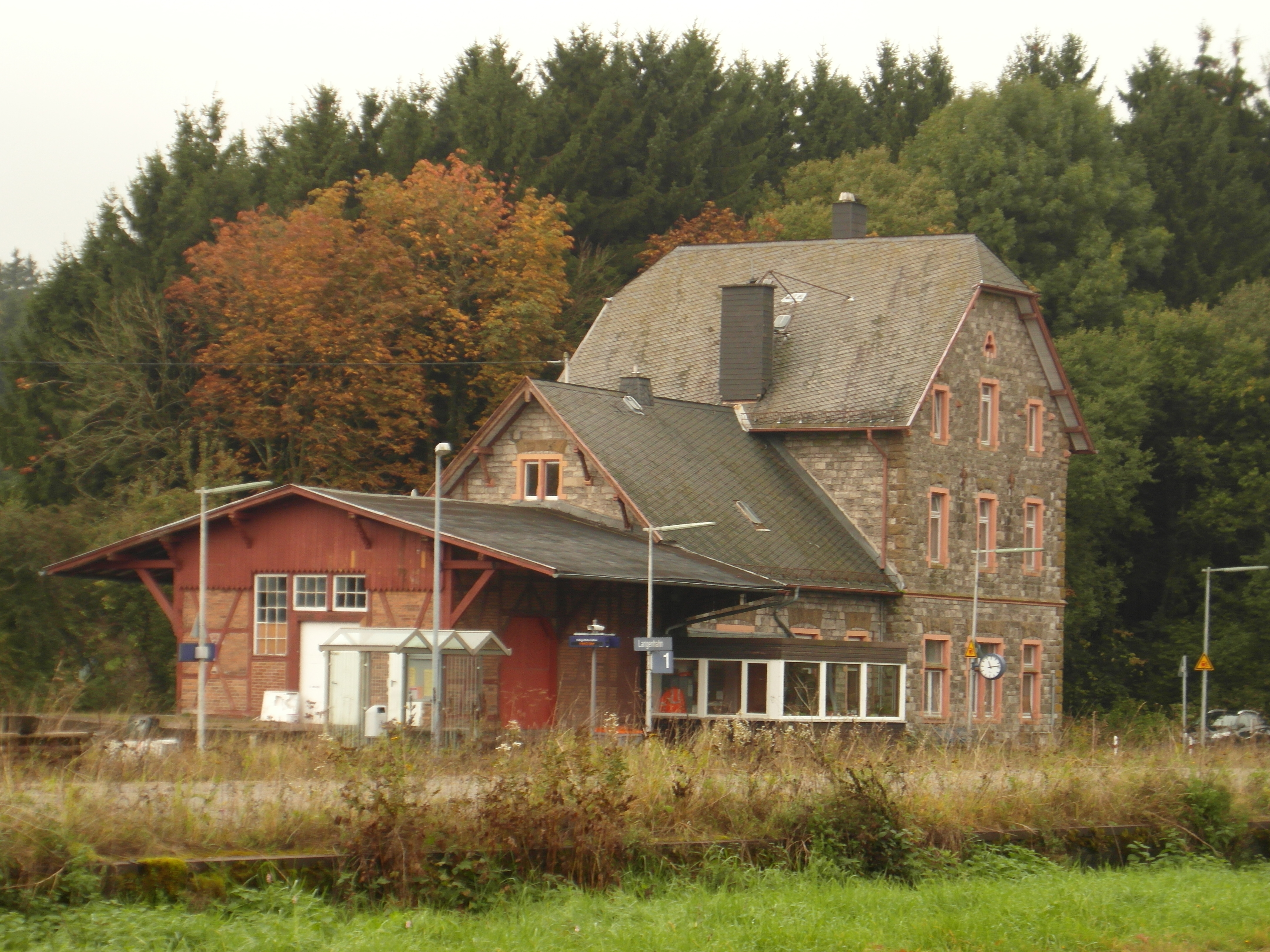
Bahnhof Langenhahn an der Westerwald-Sieg-Bahn (RB90)

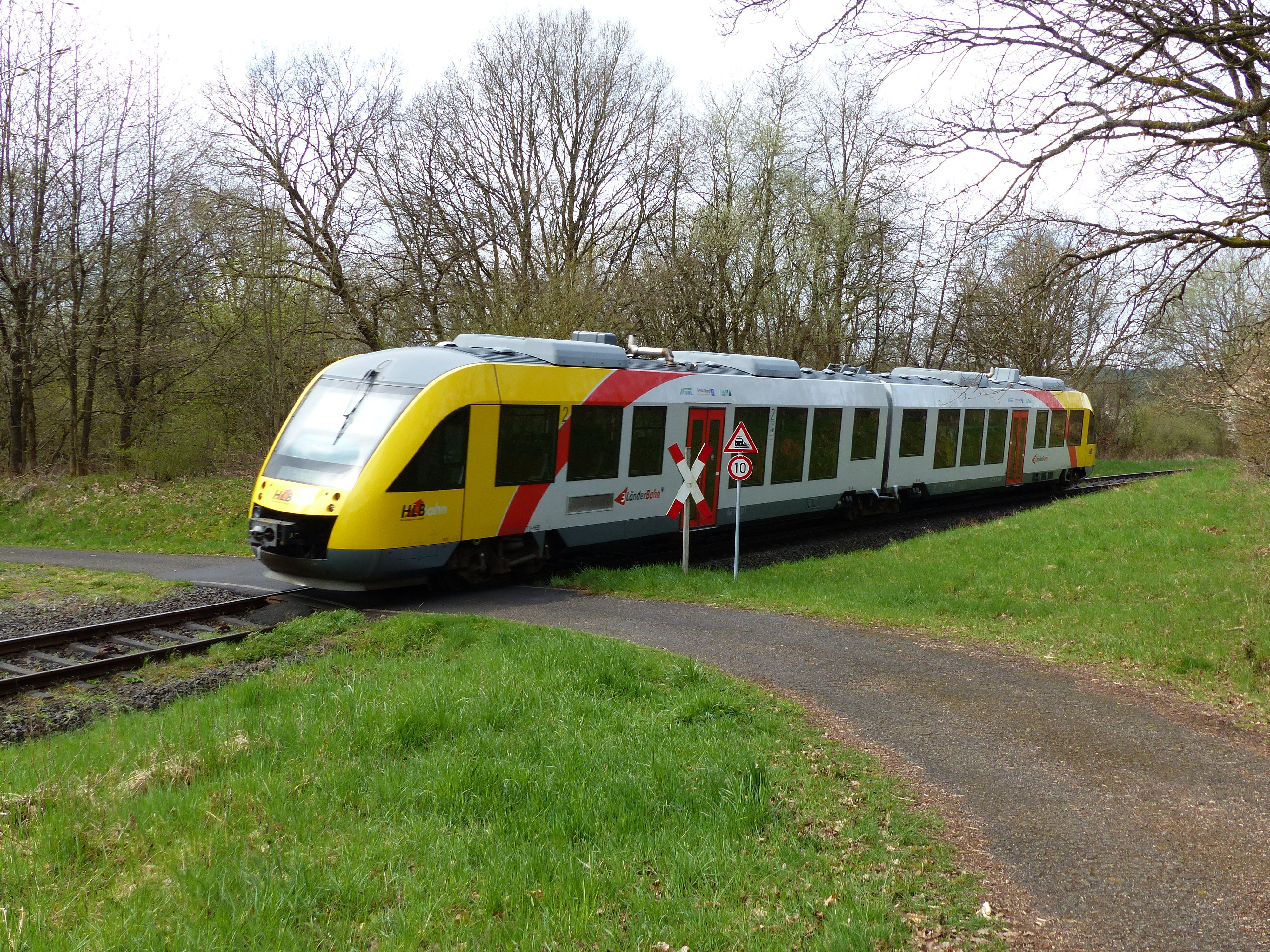
Zug der RB90 auf dem Gebiet von Langenhahn

- Langenhahn liegt an der B 255.
- Der Ort verfügt über einen Bahnhof an der Eisenbahnstrecke Westerwald-Sieg-Bahn (Limburg (Lahn) – Westerburg – Nistertal/Bad Marienberg – Hachenburg – Altenkirchen – Au (Sieg)), auf welcher die Regionalzüge der Linie RB 90 der Hessischen Landesbahn HLB nach dem Rheinland-Pfalz-Takt täglich ca. im Stundentakt verkehren. Im Interesse einer direkten, umsteigefreien Verbindung wurde diese Linie zum Fahrplanwechsel im Dezember 2015 über Wissen und Betzdorf (Sieg) nach Siegen verlängert, zur Hauptverkehrszeit werden die Züge bis Kreuztal durchgebunden. Der höchste Punkt der Oberwesterwaldbahn mit einer Höhe von 463 m ü. NHN liegt in Langenhahn.
- Am Busbahnhof des Bahnhofes Westerburg bestehen Anschlüsse an Regionalbusse in Richtung Rennerod, Bad Marienberg und Montabaur.

## Sport
Der Fußballverein SG Langenhahn/Rothenbach ist aus Langenhahn. Die Mannschaft erreichte in der Saison 1999/2000 den Aufstieg in die Verbandsliga, die heutige Rheinlandliga. Zum Ende der Saison 2008/2009 wurde die Mannschaft aus den überkreislichen Ligen zurückgezogen. In der Saison 2009/2010 wurde der Spielbetrieb in der Kreisliga D aufgenommen und sofort der Aufstieg in die Kreisliga C geschafft. In der Saison 2012/2013 wurde der nächste Aufstieg in die Kreisliga B geschafft. In der Saison 2019/20 spielte die erste Mannschaft in der Kreisliga B Westerwald/Sieg 1 und die zweite in der Kreisliga D Westerwald/Sieg 1. In Langenhahn gibt es einen Hartplatz sowie eine Mehrzweckhalle, die meistens zu sportlichen Aktivitäten genutzt wird.

## In Langenhahn geboren
- Johann Georg Baldus (1789–1855), Schultheiß von 1818 bis 1840, Abgeordneter der Nassauischen Deputiertenkammer in Wiesbaden von 1832 bis 1848, Präsident der Kammer von 1834 bis 1836, Abgeordneter im Vorparlament in der Frankfurter Paulskirche 1848.
- Thorsten Wörsdörfer (* 1967), Fußballspieler und Trainer.

Im Ortsteil Hinterkirchen:
- August Hanz (1925–2008), Landtagsabgeordneter (CDU) 1957–1965, Bundestagsabgeordneter (CDU) 1965–1972, 1976–1987.

## Siehe auch

Langenhahn
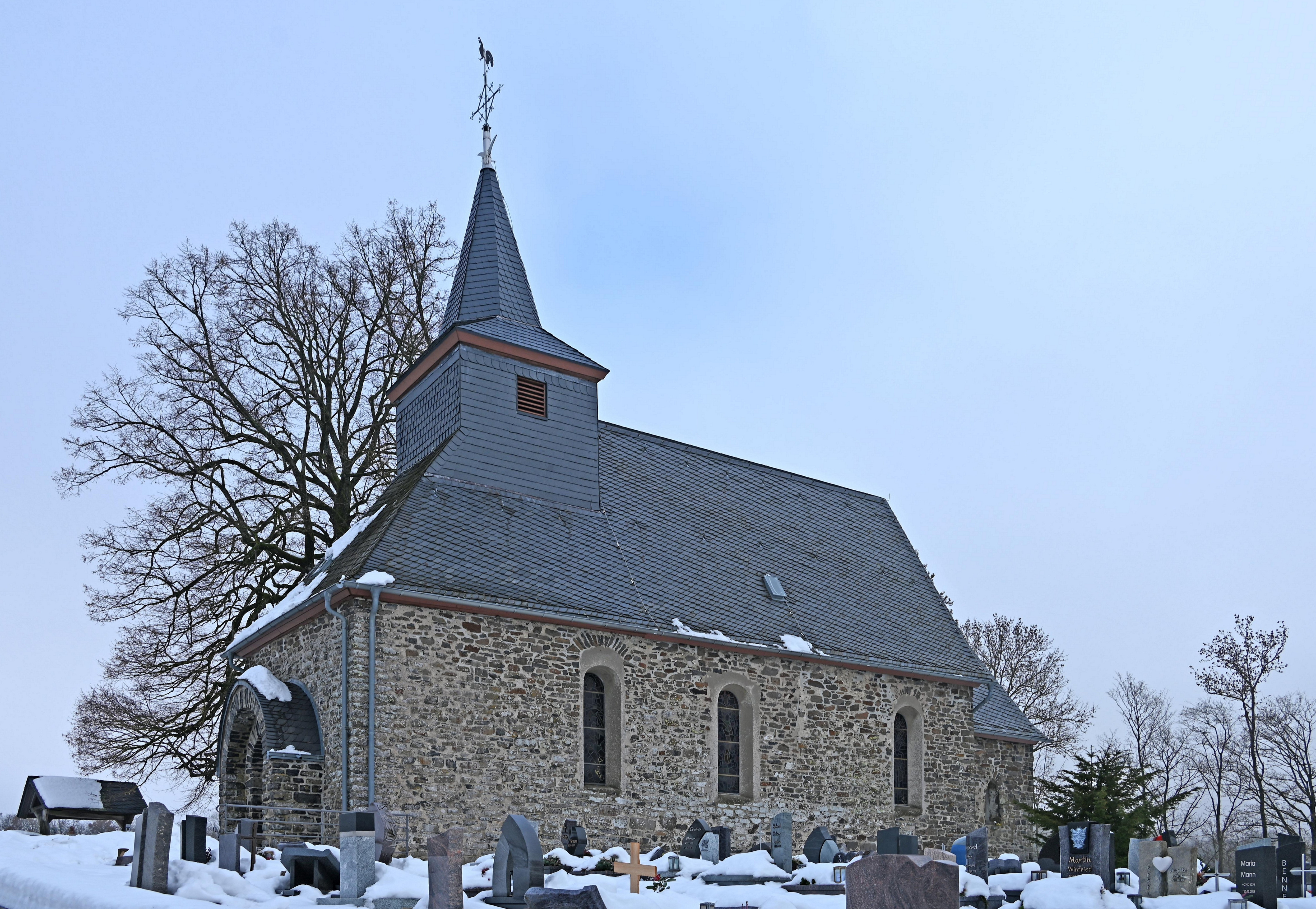
St. Sebastian mit Friedhof
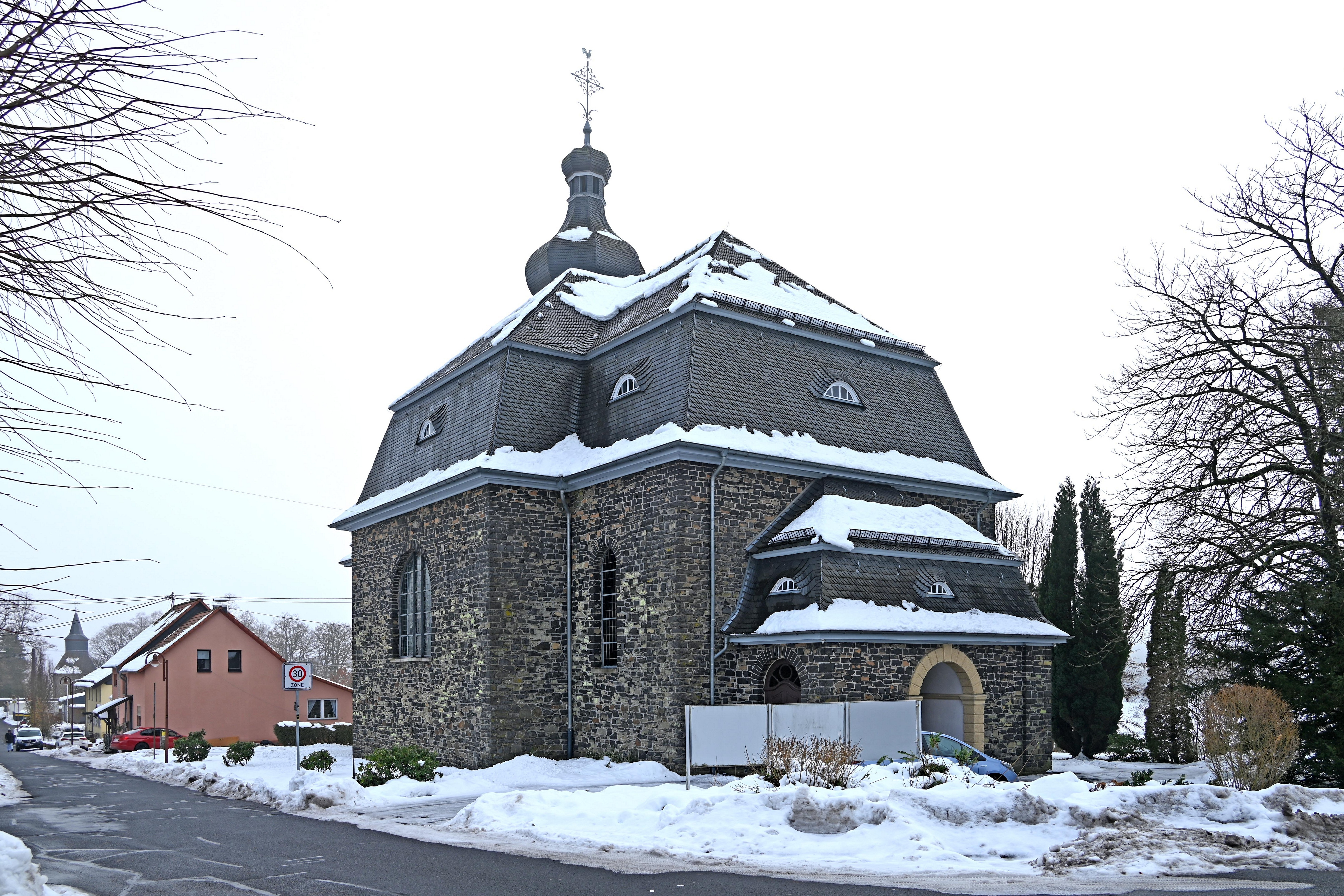
Herz-Jesu-Kirche
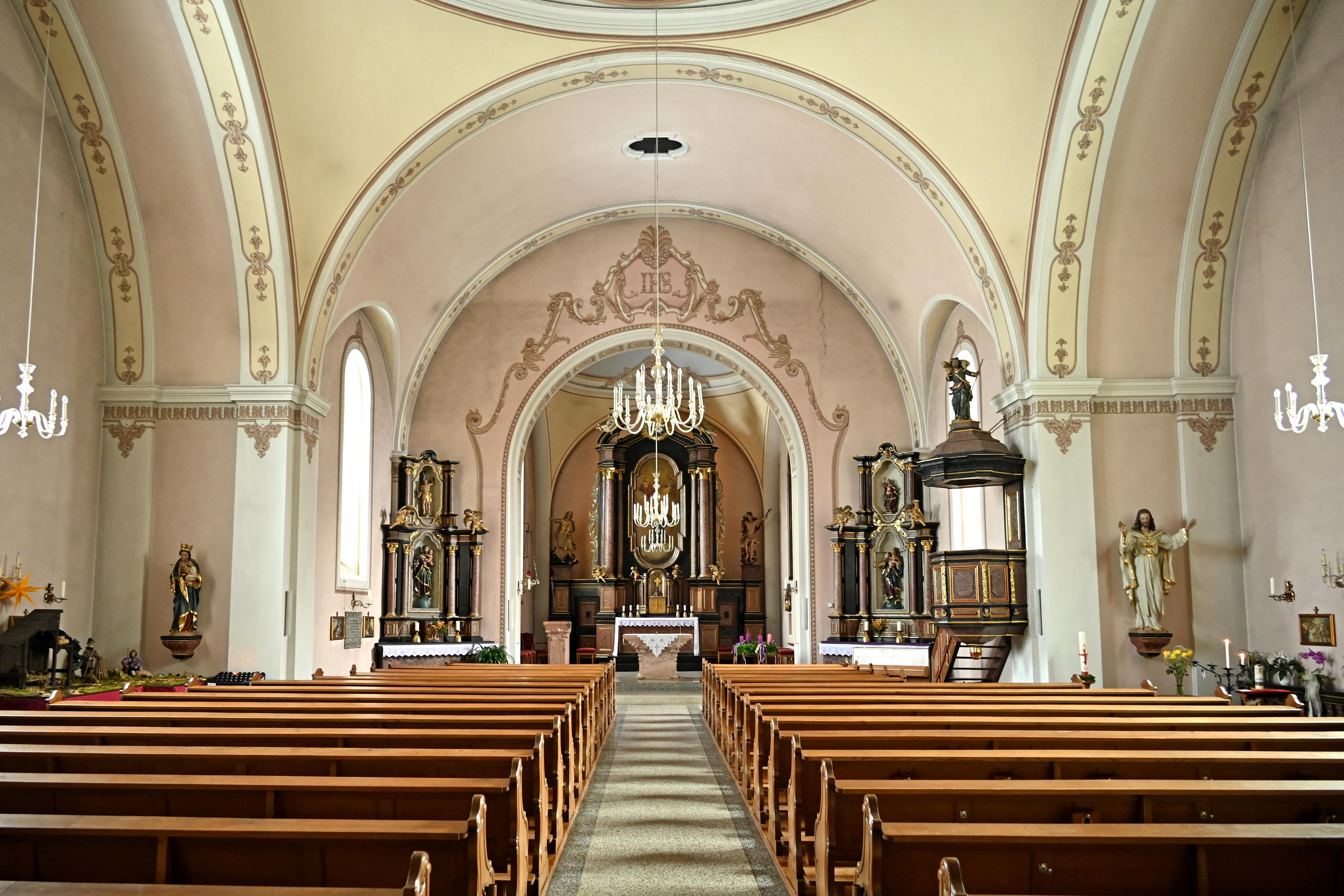
Innenraum
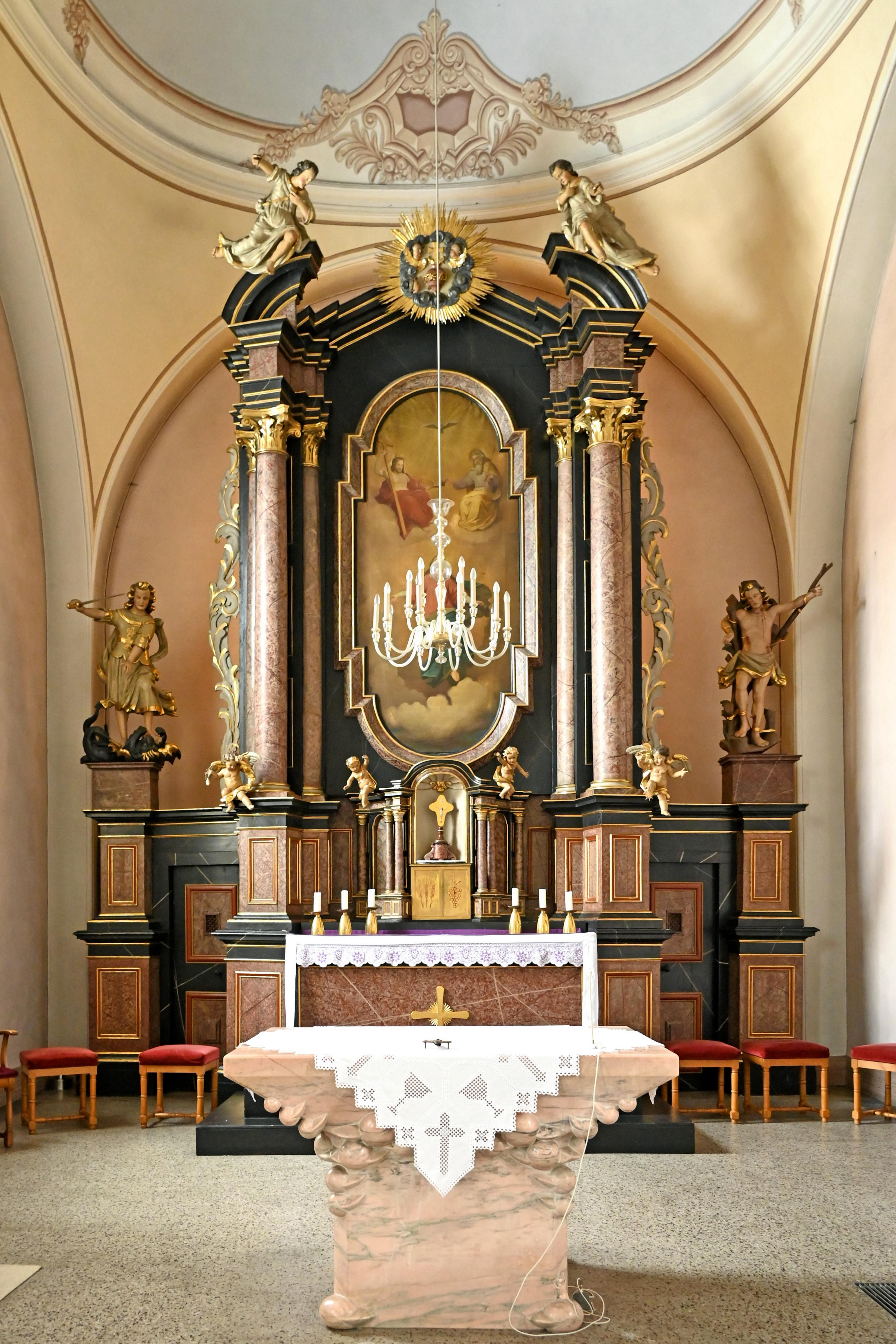
Hochaltar
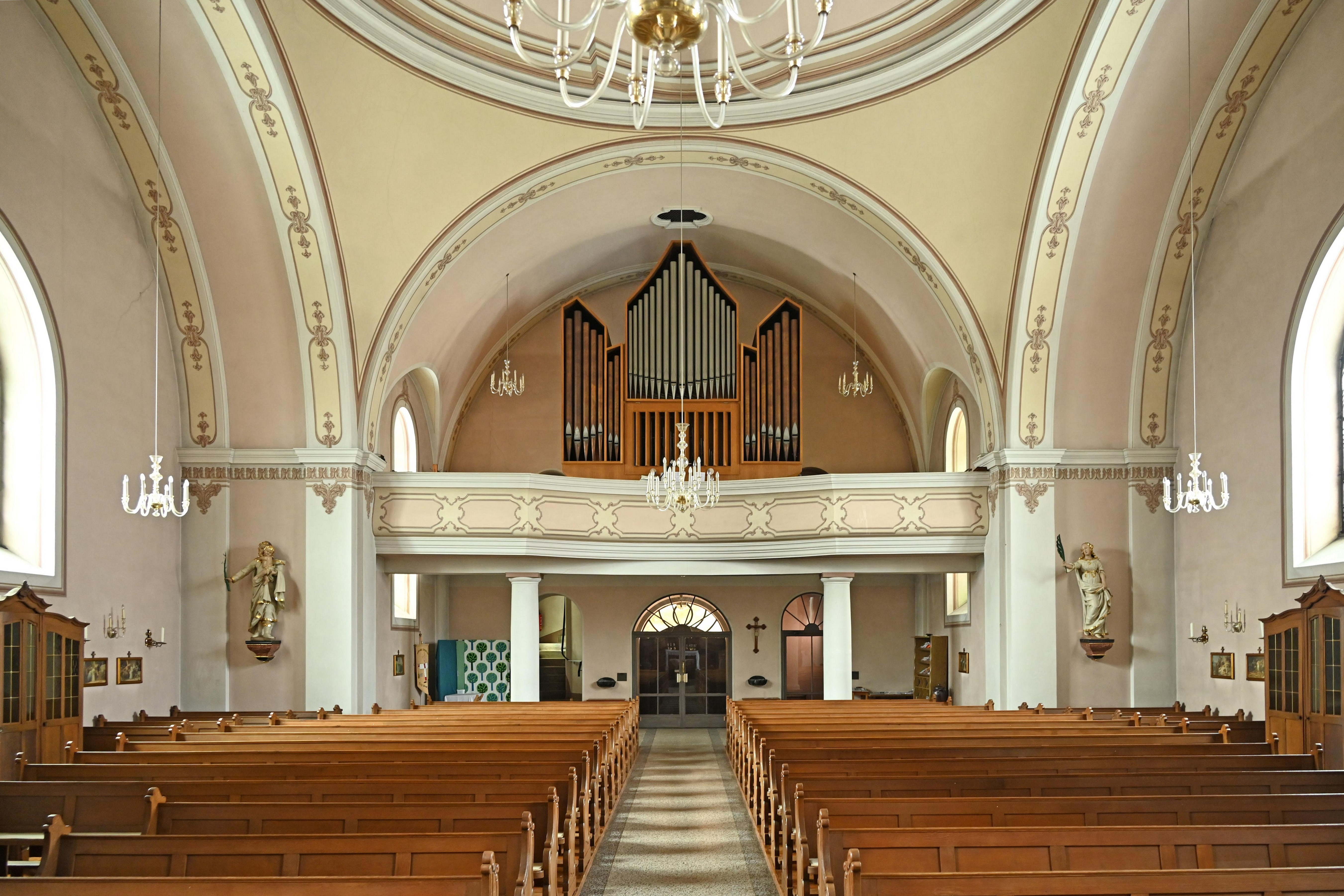
Blick zur Empore
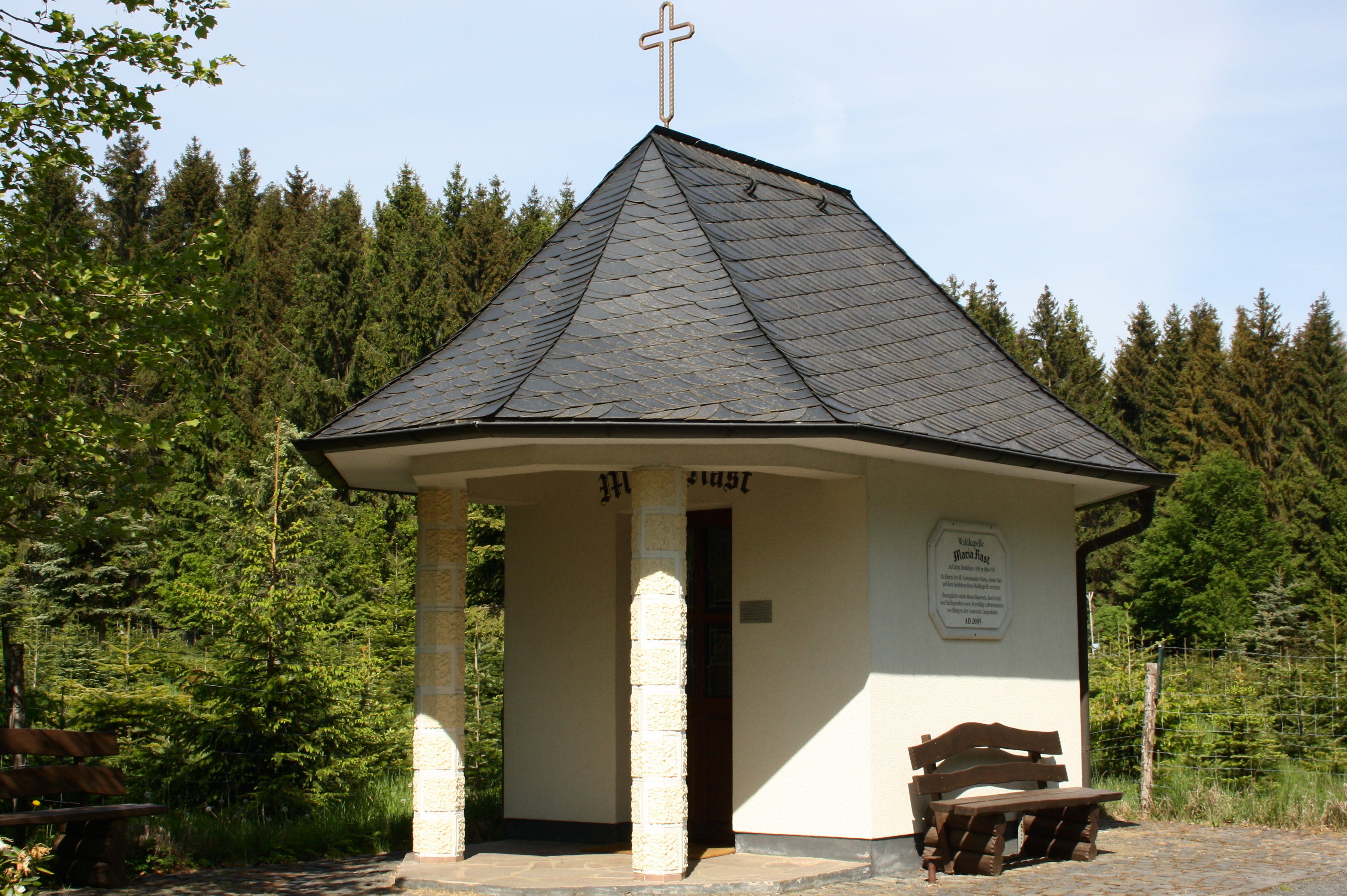
Waldkapelle Maria Rast